# الکساندرا تیموشنکو
الکساندرا تیموشنکو (به انگلیسی: Alexandra Timoshenko) ژیمناست زادهٔ ۱۸ فوریهٔ ۱۹۷۲ میلادی اهل کشور تیم متحد است.